# Glypta caudata
Glypta caudata là một loài tò vò trong họ Ichneumonidae.